# Galdieria
Galdieria Merola et al., 1982, no sistema de classificação de Hwan Su Yoon et al. (2006), é o nome botânico de um gênero de algas vermelhas unicelulares da família Galdieriaceae.

## Espécies
- Galdieria sulphuraria (Galdieri) Merola, 1982

= Pleurococcus sulphuraria Galdieri, 1899
= Cyanidium sulphuraria (Galdieri) F.D. Ott, 1994